# Agouti-related peptide

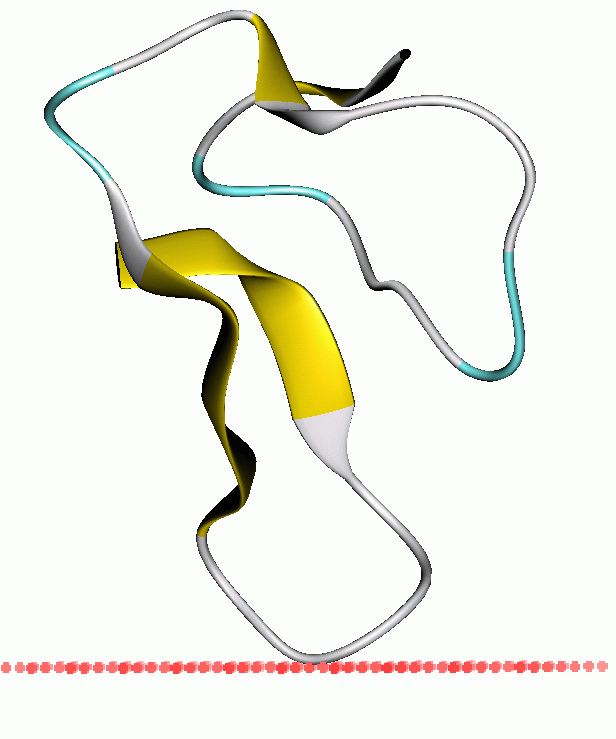
AgRP

Het agouti-related peptide (AgRP, 'aan agouti gerelateerd peptide', ook agouti-related protein, 'aan agouti gerelateerd proteïne') is een neuropeptide. Dit peptide wordt door het AgRP/NPY-neuron geproduceerd in de hersenen, in de nucleus arcuatus van de hypothalamus. Bij mensen wordt voor AgRP gecodeerd door het AgRP-gen.
AgRP is een antagonist (inverse agonist) van de melanocortinereceptoren MC3-R en MC4-R. Deze receptoren zijn gerelateerd aan metabolisme en lichaamsgewicht. Ze worden geactiveerd door melanocortine-agonisten zoals α-MSH, het peptide-hormoon dat melanocyten (pigmentcellen) stimuleert. Normalerwijze zorgt α-MSH voor de vorming van pigment; dit effect wordt dus geremd door AgRP. (Een antagonist hecht aan dezelfde zenuwreceptoren als de agonist maar oefent een tegengestelde werking uit.)
AgRP stimuleert het hongergevoel en de eetlust en vertraagt de stofwisseling (metabolisme). Het is een van de krachtigste en meest langwerkende stimuli voor voedselinname. Tijdens vasten nemen de niveaus van AgRP en NPY toe. Na voedselinname nemen deze niveaus af doordat na voedselinname het hormoon leptine wordt uitgescheiden door vetcellen (adipocyten). Dit hormoon is werkzaam in de nucleus arcuatus en belemmert het uitscheiden van agRP door het agRP/NPY-neuron. Daardoor worden de honger-gevoel-stimulerende effecten van AgRP tegengegaan.
Toenemende kennis over de rol die het AgRP speelt bij gewichtstoename kan mogelijk bijdragen aan het ontwikkelen van farmaca voor de behandeling van obesitas.